# Denise Abreu
Denise Maria Ayres Abreu (São Paulo, 15 de Outubro de 1961) é uma advogada brasileira. Ingressou na Procuradoria do Estado de São Paulo em 1987. Consultora jurídica da extinta Fundação do Bem-estar do Menor (Febem) em 1999 (atual Fundação CASA) e assessora e subchefe-adjunta da Subchefia para Assuntos Jurídicos da Casa Civil da Presidência da República em 2003. Em março de 2006, Denise Abreu assumiu a diretoria de serviços aéreos da recém-criada Agência Nacional de Aviação Civil (ANAC). Foi pré-candidata à prefeitura de São Paulo pelo Partido da Mulher Brasileira (PMB) nas eleições de 2016. No entanto, seu partido apoiou a candidatura de João Doria (PSDB), que acabou sendo eleito no primeiro turno. Foi diretora do Departamento de Iluminação Pública, vinculado à Secretaria Municipal de Serviços e Obras da prefeitura de São Paulo.
Em 21 de março de 2018, João Doria demitiu Denise Abreu após áudios com escândalo de supostos pedidos de propina pela então diretora do Ilume serem vazados pela imprensa. Após sua demissão, houve busca em seu apartamento a partir de investigação do Grupo de Atuação Especial de Repressão ao Crime Organizado (GAECO).
Em 28 de março de 2018, em reportagem da CBN, vaza novo áudio de Denise Abreu tentando criar uma versão falsa sobre a morte de um rapaz que foi eletrocutado pelo sistema de iluminação paulistano.

## Formação e vida profissional
Entre 1976 e 1978 cursou o ensino médio no Colégio Bandeirantes. Iniciou o curso de direito na Pontifícia Universidade Católica de São Paulo (PUC-SP) em 1979, formando-se em 1983.
De 1983 a 1985, foi monitora e assistente da cadeira de direito constitucional da USP-SP.
Em 1987 ingressou na procuradoria geral do estado de São Paulo. Trabalhou nas secretarias estaduais de educação, ciência e tecnologia, planejamento, administração penitenciária e junta comercial do estado. Na administração estadual ocupou os cargos de diretora de assessoria jurídica do governo (1991-1995), chefe de gabinete nas secretarias de saúde, assistência a desenvolvimento social e da fundação estadual do bem-estar do menor (FEBEM, atual Fundação CASA) de 1999 a 2000. Em 1998 foi professora do primeiro Curso de Formação dos Gestores de Saúde, da Faculdade de Saúde Pública da Universidade de São Paulo.
No serviço público federal, foi assessora e subchefe adjunta da subchefia para assuntos jurídicos da Casa Civil da presidência da república (2003 e 2005). Ajudou a elaborar decretos, medidas provisórias, projetos de lei e auxiliou a criação de políticas orientadoras das agências e do setor de aviação. Foi assessora especial do ministro da Saúde.

## Processo judicial e o "caso do charuto"
Em 2007, após o desastre do Voo TAM 3054, foi alvo de processo judicial. Sendo então diretora da ANAC (Agência Nacional de Aviação Civil), foi apontada como uma das responsáveis pelo acidente. Em fevereiro de 2007, a desembargadora paulista Cecília Marcondes, que julgava uma ação que restringia o pouso de aviões no aeroporto de Congonhas, em São Paulo, nos dias de chuva, recebeu de Denise Abreu um documento da Agência Nacional de Aviação Civil como se fosse uma norma, mas era só um estudo técnico.
O crime só se tornou público depois do trágico acidente com o voo 3054, que causou a morte de 199 pessoas. De acordo com a denúncia, o estudo apresentado como norma, garantiria, em tese, a segurança nas operações de pouso naquele aeroporto. O estudo apontava que pousos e decolagens eram proibidos em Congonhas, caso a pista estivesse com uma lâmina d'água superior a três milímetros. Após o acidente com o avião da TAM, em julho de 2007, foi constatado que o estudo não era uma norma e, portanto, não havia nenhuma obrigatoriedade em segui-lo. Segundo depoimento da desembargadora Cecília Marcondes ao Ministério Público Federal, o documento foi fundamental para que a Justiça Federal liberasse a pista para pousos e decolagens de todos os equipamentos.
Denise Abreu alegou que esta ação judicial foi uma represália por opor-se ao processo de venda da VarigLog e da Varig. Segundo ela, aquele processo foi fraudulento, favorecia diretamente pessoas ligadas ao governo PT e a então ministra Dilma Rousseff tinha conhecimento disso.
| “ | (...) Quantas vezes, o congresso nacional propôs uma acareação entre o que eu dizia o que estava acontecendo no caso da Varig, com as provas que eu tinha e a Dilma e ela nunca aceitou. O bloco da base junto com o governo montou um batalhão e um exército para não aprovar a acareação dela comigo. Então acho que seria muito interessante ela ser entrevistada e demonstrar sua performance a sua capacidade de concluir apenas um raciocínio. | ” |

No final de março de 2007, em pleno apagão aéreo devido a uma greve dos controladores de voo, foi fotografada fumando um charuto em uma festa de casamento na Bahia, enquanto passageiros sofriam com cancelamentos de voos pelo país. na ocasião. Alega que isto fez parte de uma campanha de difamação.
| “ | (...) Eu participei da "pastelaria do PT," onde primeiro eles moem a carne e depois eles fritam. (...) Eles primeiro começaram a me desqualificar porque tinha uma foto minha fumando um charuto. Um crime nacional fumar charuto. Nunca vi isto e fui estampada na primeira página de O Estado de S. Paulo num domingo porque eu estava fumando charuto. Ora, eles não são tão progressistas tão inovadores? Defendem casamento gay e mulher fumar charuto não pode. Não era mulher não pode. Era o começo da destruição da imagem. Quando você vai se manifestar as pessoas já estão em dúvida quanto a sua fala. | ” |

Em 5 de maio de 2015, foi prolatada sentença que absolveu Denise Abreu e outros três réus das acusações de envolvimento com o acidente com o voo TAM 3054. O magistrado avaliou que somente haveria responsabilidade dos dirigentes nas hipóteses de, por exemplo, falta de treinamento adequado; escala de pilotos inexperientes ou com horas insuficientes de voo com aquele modelo de aeronave; inobservância de horas necessárias de descanso dos pilotos; ou excesso de carga de trabalho, o que não ocorreu no caso.

## Críticas ao governo PT
Sobre o governo PT, afirma:
| “ | (...) Passei por várias administrações: administração Quércia, Fleury, Mário Covas, comecinho do Geraldo, quando Covas morreu, até chegar no governo federal. Eu nunca vi uma administração em que todos os projetos de governo sem exceção tem algum interesse privado por trás. E privado junto com os governantes. Não é o interesse mais da iniciativa privada. É privada no sentido da pessoa física do governante. (...) E não é à toa que nesta altura do campeonato esta acontecendo um julgamento para saber se vai poder ter ou não aporte de recursos privados nas campanhas. É evidente que não há interesse do governo petista de que todas as campanhas possam ter o aporte privado. Eles já tem o dinheiro. Eles não precisam mais de capital. | ” |

## Atuação política
Foi pré-candidata do Partido Ecológico Nacional (PEN) para a presidência do Brasil em 2014  tendo Romeu Tuma Júnior como vice em sua chapa, mas desistiu da candidatura para apoiar o Aécio Neves (PSDB). Sua possível candidatura causou incômodo no governo de Dilma Roussef. Segundo ela, tal incômodo foi devido ao seu conhecimento sobre a estrutura administrativa do PT, obtida durante seu período como servidora técnica do governo Lula e Dilma.
Identificando-se claramente como conservadora, Denise ficou conhecida como "Bolsonaro de saias" pelas suas ideias assumidas de extrema-direita, atuando no resgate dos valores tradicionais na política e na sociedade, propondo o predomínio da visão de Estado na política nacional, no lugar da visão de governo. Atualmente, é filiada ao Partido da Mulher Brasileira (PMB), presidindo a legenda na cidade de São Paulo. Denise foi pré-candidata à prefeitura de São Paulo em 2016, mas desistiu da candidatura para apoiar a chapa do PSDB. Ela exerce o cargo de diretora no Departamento de Iluminação Pública, no Governo Doria.

## Escândalos e suspeita de propina
Em 21 de Março de 2018, João Dória demitiu Denise Abreu após áudios com escândalo de supostos pedidos de propina pela então diretora do Ilume terem vazado à imprensa. Após sua demissão, houve busca em seu apartamento a partir de investigação do GAECO (Grupo de Atuação Especial de Repressão ao Crime Organizado) .
Em 28 de Março de 2018, em reportagem da CBN, vaza novo áudio de Denise Abreu tentando criar versão falsa sobre a morte de um rapaz que foi eletrocutado pelo sistema de Iluminação paulistano.